# Pivovar Rychnov nad Kněžnou
Pivovar Rychnov nad Kněžnou je český pivovar. Nachází se v Královéhradeckém kraji v okresním městě Rychnov nad Kněžnou. Budova pivovaru je zapsána na seznamu kulturních památek České republiky.
V rychnovském pivovaru působí dvě společnosti: společnost Městský Podorlický pivovar, s. r. o., která se specializuje na výrobu piva, a společnost Podorlická sodovkárna, s. r. o., kde se vyrábějí sodovky, limonády, konzumní sirupy, mošty, pálenky a jablečný cider.

## Historie
Budova pivovaru vznikla přestavbou renesančního zámku, připisovaného Trčkům z Lípy, spíše ale zbudovaného po r. 1578 Kryštofem starším Betengelem z Neunperku. Proto se tomuto zámku říkává tzv. Trčkův zámek.
V roce 1918 zakoupil sládek Jan Mikš od Kolowratů pivovar a od základů jej zmodernizoval.

## Současnost
V rychnovském pivovaru se ročně uvaří 2000 hl piva.
Rychnovské pivo se čepuje v mnoha restaurací přímo v Rychnově nad Kněžnou či v restaurací v rámci Královéhradeckého kraje nebo v hlavním městě Praze. Pivo je též možné ochutnat u mnoha specializovaných prodejců po celé ČR. Rychnovské pivo se čepuje také v Polsku. Dále je pivo možné i zakoupit ve skleněných lahvích v některých velkoobchodech a místních maloobchodech v okolí Rychnova.

## Rychnovská piva
- Zilvar 10° světlý ležák
- Kaštan 11° polotmavý ležák
- Kněžna 12° světlý ležák

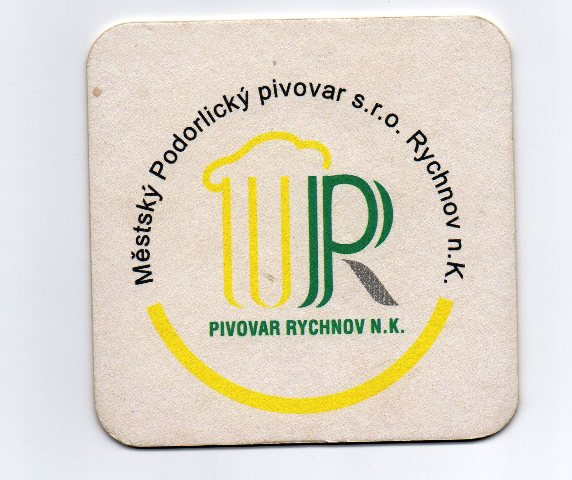
Tácek rychnovského pivovar

- Bajza 13° - polotmavý ležák, v sezonní nabídce
- Jirsák 13° - světlý ležák, v sezonní nabídce
- Kvardian 14° - tmavý ležák, v sezonní nabídce
- Habrovák 15° - polotmavý ležák, sváteční speciál, v sezonní nabídce

## Rychnovská sodovkárna
- Sodová voda - klasická sodovka
- Klasické limonády - citron, oranž (pomeranč), malina, broskev, cimona (citróny), kofeina (cola)
- Přírodní limonády Dobromila - pomeranč, višeň, jablko, ananas, malina, hruška
- Konzumní sirupy - oranž, grep, malina, zahradní směs, citron, broskev
- Mošty - jablko, jablko hruška, jablko mrkev, jablko řepa, jablko celer, jablko hokkaidó
- Jablečný cider - bezinka, jablko, hruška
- Pálenky - slivovice, hruškovice, meruňkovice, jablkovice, třešňovice, višňovice, pivovice, krkonošské borůvka

## Galerie

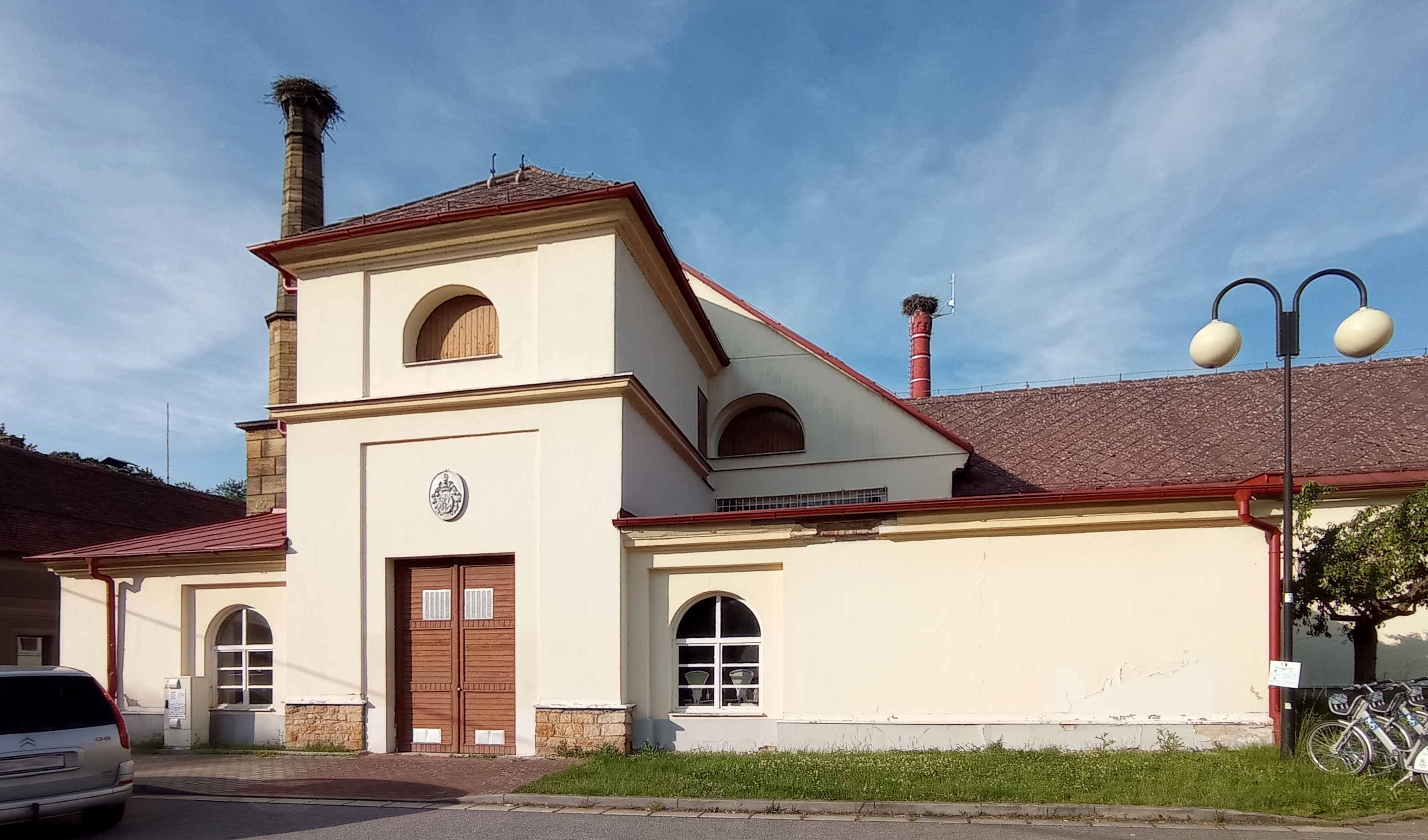
Pohled od jihozápadu
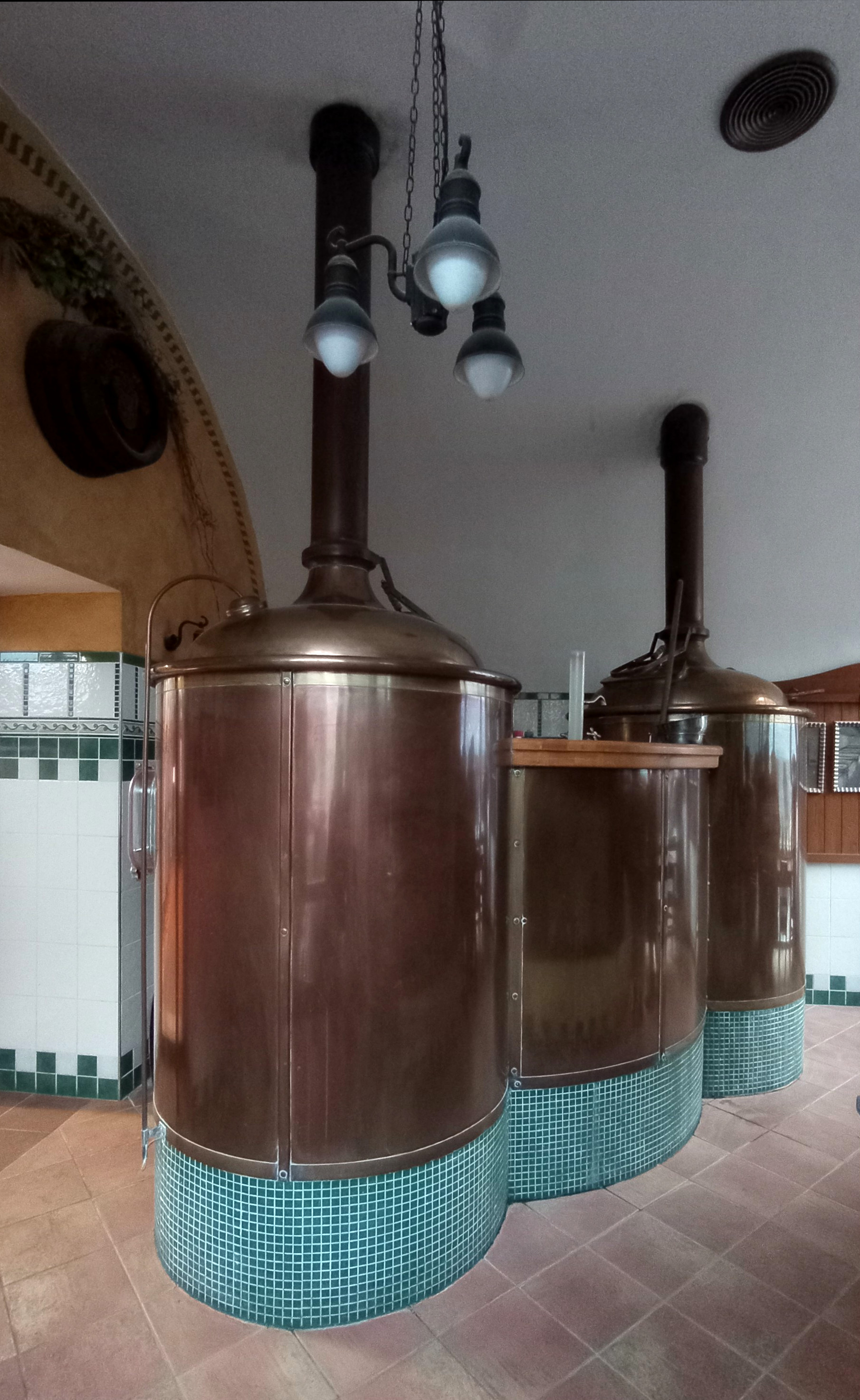
Měděné varny
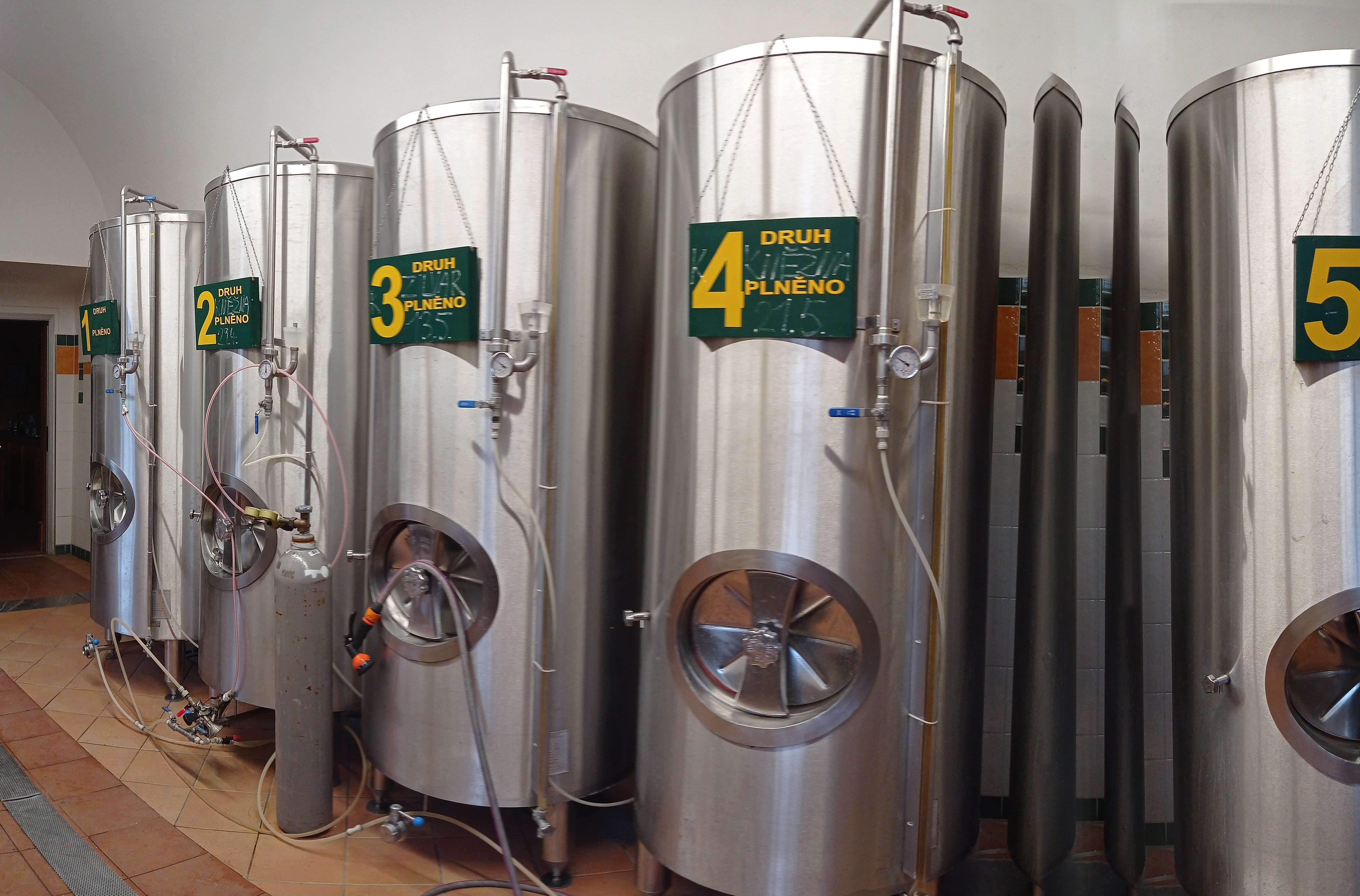
Ležákové nádrže
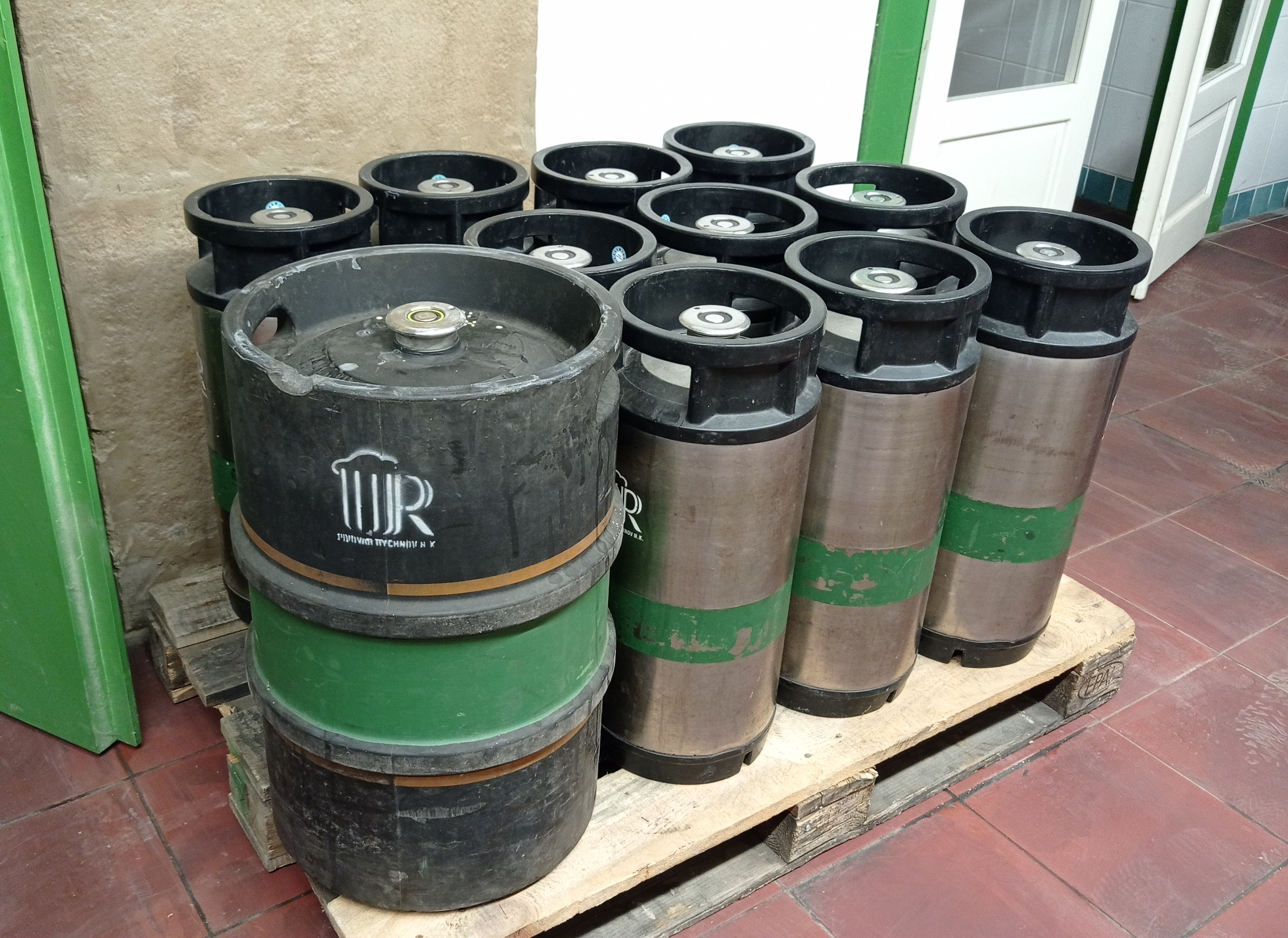
Sudy pivovaru Rychnov
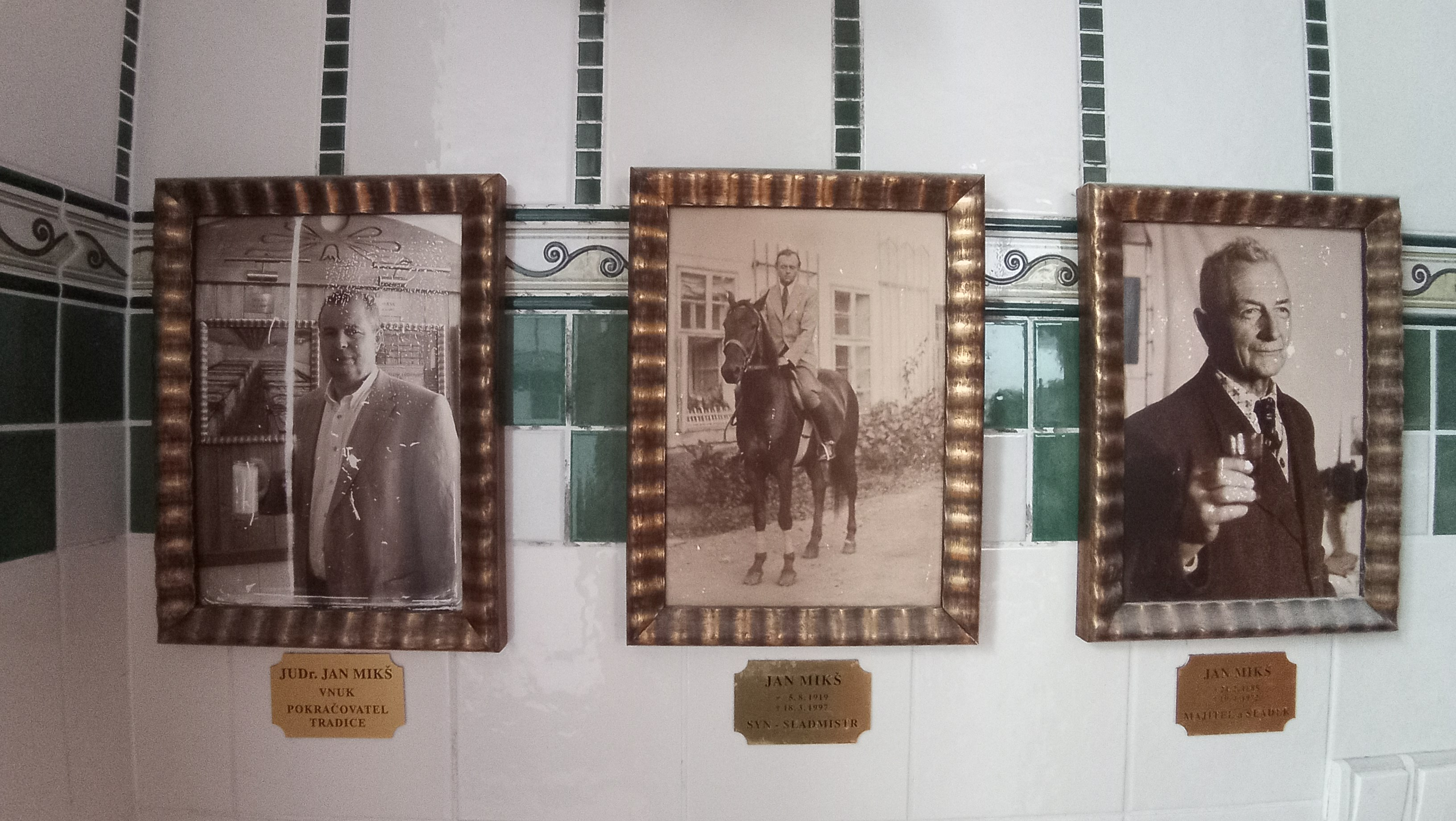
Galerie Janů Mikšů
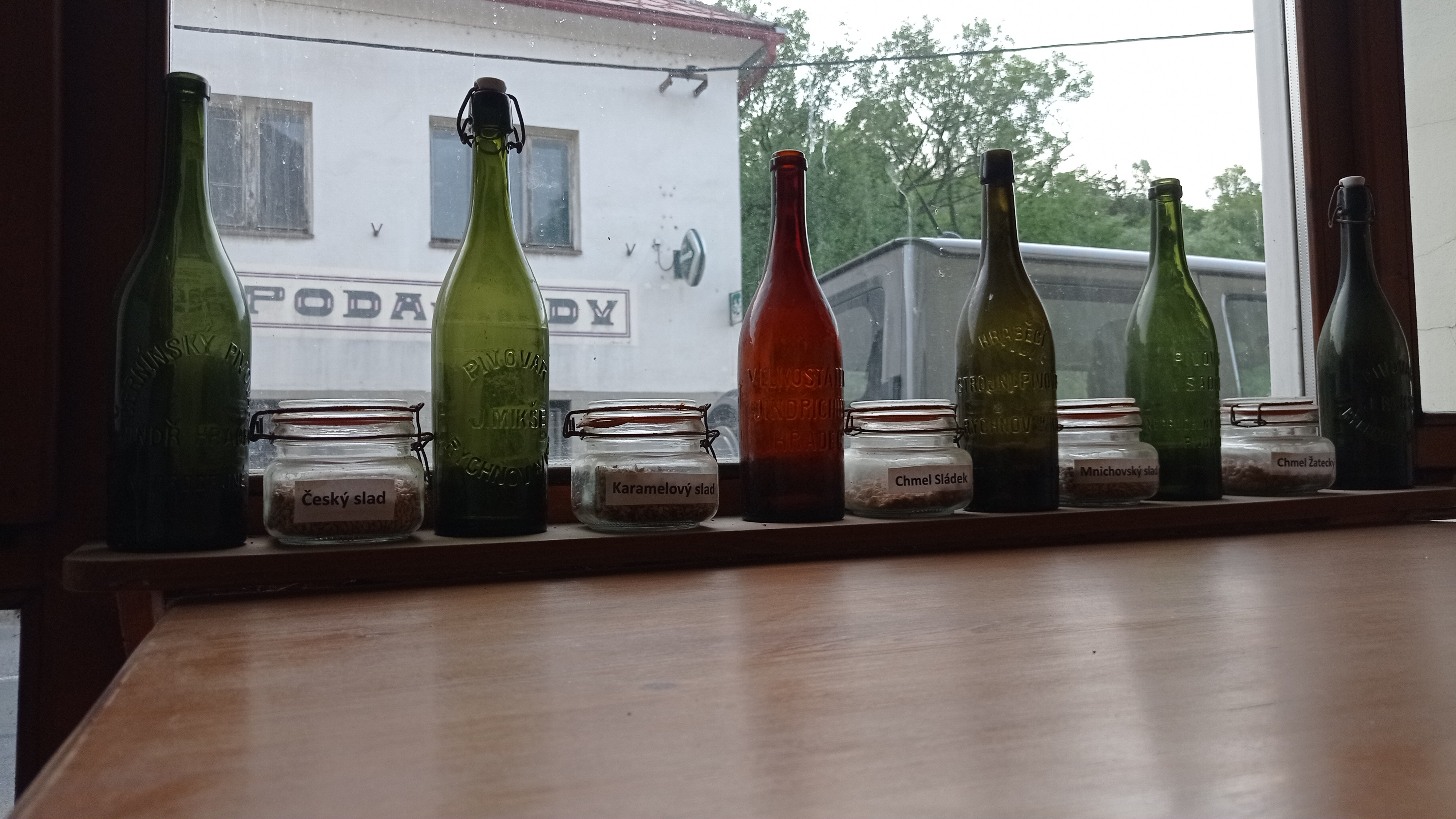
Historické lahve